# 나카가와 이치로
나카가와 이치로(일본어: 中川 一郎, 1925년 3월 9일~1983년 1월 9일)는 7선 중의원 의원을 지낸 일본의 정치인이다.

## 생애

### 학창 시절
1925년 3월 9일에 홋카이도 히로오군 모요리촌(지금의 도카치 종합진흥국 히로오군 히로오정)에서 태어났다. 나카가와의 집안은 할아버지 때 도야마현에서 홋카이도의 개척지로 이주한 농가였다. 이때 나카가와의 아버지는 14살로 도토의 벽지에서 개척에 종사했다. 나카가와는 형제자매 10명 중 장남이었는데 사실 태어나서 얼마 되지 않아 이로리의 불에 타 죽은 진짜 장남 류타로가 있었다. 장녀인 미요도 요절했고 그 다음에도 딸만 둘이 태어났기에 나카가와는 태어났을 때부터 사실상 장남 대우를 받았다.
나카가와가 소학교 2학년이 되었을 때 아버지는 개척 사업을 관두고 잡화상 겸 가축상으로 일했다. 학창 시절 산수·수학을 잘했던 나카가와는 학교에서 면학에 힘쓴 뒤 집에 돌아오면 부모의 일을 도왔다. 나카가와의 기골이 장대했던 건 어린 시절부터 노동을 했기 때문이었다.
우쓰노미야 고등농림학교(지금의 우쓰노미야 대학 농학부)를 거쳐 1947년 9월에 규슈 제국대학(지금의 규슈 대학) 농학부 농업토목과를 졸업했다. 이후 농림성에서 관료로 일하길 원했지만 도쿄도에서 생활하기가 너무 빠듯하여 홋카이도청에 취업했다.
본래 가업을 이을 생각이었지만 히로오정의회 의원이 된 아버지가 홋카이도청에 진정을 넣었을 때 제대로 상대를 해주지 않았다고 불평하면서 "너는 관리가 돼라"라는 말을 듣고 부모의 뜻을 따라 지방공무원이 되었다고 한다.

### 관료 시절
나카가와가 홋카이도청에서 근무를 시작할 당시 홋카이도는 일본사회당의 천하로 당시 지사로 당선된 이도 혁신계의 다나카 도시부미였다. 나카가와는 제국대학 교수의 소개장을 들고 대학 선배이기도 한 다나카를 찾아갔지만 내방객이 너무 많아 결국 면담을 하지 못했고 소개장을 불태워 버렸다.
1951년에 홋카이도 개발청이 설치되자 나카가와는 개발담당관으로 근무했다. 1954년에 오노 반보쿠가 장관으로 부임하자 나카가와는 비서관으로 발탁됐다. 오노는 7개월을 근무한 뒤 자유민주당 총무회장이 되어 도쿄로 돌아갔고 후임으로는 오가타 다케토라가 취임했다. 나카가와는 그대로 비서관으로 근무했고 5개월 뒤인 1954년 12월에 제5차 요시다 내각이 붕괴하면서 오가타의 임기도 끝나자 나카가와는 개발전문관으로 인사이동했다.

### 정치인 시절
1959년 오노로부터 관료를 관두고 자신의 비서가 되어달라는 연락을 받았다. 아버지는 아들이 도쿄로 가는 걸 반대했지만 나카가와는 오노에게 상당한 호의를 가지고 있었기에 12년 관료 생활을 끝내고 정계에 입문했다. 아버지는 아들이 정치인의 비서라는 불안정한 직업을 가지기로 하자 "이런 바보 같은 아들이라곤 생각도 못했다. 그래, 교통사고로 죽었다고 생각하고 포기할 테니 네 마음대로 해라"라며 집에서 쫓아내 버렸다.
1963년에는 오노의 권유를 받아 총선에 출마했다. 지역구는 홋카이도 제5구였고 후원회장을 맡아준 사람은 아이누 민족운동가로 일하던 마쿠베쓰정의 요시다 기쿠타로였다.
제3차 사토 내각과 제2차 다나카 가쿠에이 내각 (제1차 개조)에서 대장정무차관을 지냈다. 1973년에 와타나베 미치오, 이시하라 신타로 등과 함께 청라마회를 결성해 소장파 매파 정치인으로 이름을 날렸다. 이후 후쿠다 다케오와 함께 행동을 하게 되었다.

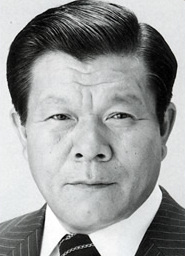
과학기술청 장관 시절의 나카가와 이치로.

보수파 활동을 하면서 친분을 쌓은 작곡가 마유즈미 도시로가 1977년에 자민당의 당우 조직인 자유국민회의를 창설하고 나카가와에게 초대 대표를 맡아줄 것을 청하자 이를 받아들였다. 같은 해 11월에 후쿠다 다케오 내각 (개조)이 출범하자 농림상에 취임해 처음 입각했다. 1978년 10월 6일 중의원 예산위원회에서 민사당의 오우치 게이고가 통합막료회의 의장 구리스 히로오미가 해임된 이유인 초법규적 발언에 대한 견해를 묻자 나카가와는 "헌법을 개정해야 한다는 의론이 있다는 것에 충분히 귀를 기울여야 한다"라고 답했다. 1978년 총재 선거에서 오히라 마사요시에게 패배한 후쿠다가 내각 총사직을 결심했지만 나카가와는 "예비선거는 부정이다"라며 강하게 반발해 각의에서 총사직에 서명하려 하지 않았다.
1979년에 이시하라, 하세가와 시로, 마쓰자와 유조, 하세가와 다카시 등과 함께 자ㅏ유혁신동우회(사실상 나카가와파)를 결성했다. 1980년 7월에 발족한 스즈키 젠코 내각에서 과학기술청 장관 겸 원자력위원장으로 2년 4개월을 재임했다.
1982년 총재 선거에 입후보하여 나카소네 야스히로, 고모토 도시오, 아베 신타로와 경쟁했다. 당시 총재 선거에 출마하려면 추천인이 50명이 필요했기에 청화회로부터 추천인의 명의를 빌려와서 겨우 50명을 채울 수 있었다. 결과는 나카소네가 전체 당원·당우 투표의 60% 가까운 득표율을 올렸고 나카가와는 꼴찌에 머물렀다.

### 사망
총재 선거 직후인 1983년 1월 9일 삿포로 파크 호텔 10층 1022호실의 욕실에서 나카가와가 사망한 것을 아내 사다코가 발견했다. 처음엔 사인이 급성 심근 경색으로 알려졌으나 이틀 뒤 자살로 정정했다. 향년 57세. 사망 당일에 나카가와의 유해는 비행기를 통해 도쿄에 있는 자택으로 옮겨졌다. 나카가와는 총재 선거가 끝난 뒤부터 불면증을 강하게 호소했으며 수면제도 복용하고 있었다.
중의원에서 야스이 요시노리가 추도 연설을 했으며 묘소는 도쿄도 시부야구의 다이초지에 있다.

## 이야깃거리

### 페르소나 논 그라타
나카가와는 자타공인 열렬한 국수주의자요 반공주의자였다. 하지만 미국 중앙정보국(CIA)은 나카가와가 겉으로는 반공을 부르짖으면서도 친소련 정권의 수립을 획책한다고 여겼으며 나카가와가 1983년에 미국을 방문하려다가 페르소나 논 그라타에 해당한다며 입국 거부를 당했다. 이것이 나카가와의 자살과 연관이 있다고 여겨지기도 한다.

### 자살설과 타살설
공식적으로 나카가와의 죽음은 자살로 결론났지만 유서를 남기지 않았기에 왜 자살했는가에 대한 의문이 남아 있다. 일반적으로는 뉴리더의 하나로 여겨져 무턱대고 13명밖에 안 되는 소규모 파벌의 리더가 되어 차세대 총재 후보군이 되었지만 인간 관계나 정치 자금에서 상당히 무리를 하게 되었고 심신이 피로해진 상황에서 자살로 내몰렸다는 것이 정설로 받아들여지고 있다. 그런데 나카가와의 비서 출신으로 참의원 의원이던 다카기 마사아키가 명예를 위해 시급히 화장하라는 나카가와의 지시가 있었다고 주장해 사망한 지 2일 뒤에 화장을 했다. 유서도 남기지 않은 정치인을 이렇게 빨리 화장을 했고 심근 경색으로 사망했다고 발표했다가 자살로 번복하는 등의 일이 일어나자 나카가와의 죽음을 둘러싸고 의문점이 뒤따랐다. 심지어 타살설도 제기되었는데 당시 나카가와의 제1비서 스즈키 무네오를 비롯한 여러 관계자들은 하나같이 타살설은 사실무근이라고 주장했다.

나칵와 이치로가 죽은 뒤 세간에선 많은 소문이 떠돌고 있다. 소련의 대일공작원 스타니슬라프 레브첸코로부터 막대한 정치 헌금을 받은 것이 나카소네 야스히로·고토다 마사하루에게 들켜 폭로하겠다는 위협에 시달리고 있었다는 얘기, 총재 선거에서 막대한 빚을 졌는데 변제할 길이 없어 곤궁에 처해 있었다는 얘기, 소련 국가보안위원회(KGB)가 모살했다는 얘기, 간암에 걸려 투병중이었다는 얘기 등이 주를 이룬다. 어느 것 하나 근거가 없는, 무책임한 소문뿐이다.

2010년 10월에 스즈키는 나카가와가 1975년 7월에 세계은행의 초대를 받아 남아케리카 각국을 방문하기 전에 전일본공수 경영관리실장과 료테이에서 회식을 했는데 전별 명목으로 100만 엔을 받은 사실이 있었음을 밝혔다. 이는 도쿄지방검찰청 특수부가 록히드 사건을 수사하는 과정에서 사실로 드러났다. 스즈키는 1982년에 후쿠다 다케오가 이 사실을 나카가와에게 추궁했고 이것이 나카가와의 자살로 이어졌다고 말했는데 나카가와의 아내 사다코는 스즈키의 발언을 부정했다.
훗날 알려진 바에 의하면 나카가와가 사망하고 5일이 지났을 때 모스크바에서 일본 주재 소련 대사관에 KGB의 암호 전보를 보냈는데 TV 아사히 전무이자 소련의 스파이인 미우라 기네지를 언급하면서 "나카가와는 미국 중앙정보국(CIA)의 앞잡이에게 살해당했다"라는 내용이 있었다. 또한 "스즈키는 CIA와 결탁하여 나카가와를 뇌물 수수 의혹으로 몰아넣었다"라는 내용도 있었다.

### 아내와의 관계
나카가와가 아내 사다코와 결혼한 건 1951년 7월 9일이었다. 삿포로시 주오구의 이야히코신사에서 결혼식을 올렸는데 두 사람의 결혼식에 반대하던 나카가와의 아버지는 결혼식에 참석하지 않았다.
부부 관계는 결코 원만하지 못했고 정계에서는 알 만한 사람들은 다 알고 있을 정도였다. 나카가와와 친분이 깊던 가네마루 신은 다음과 같이 말한 적이 있다.

한 번 충고를 한 적이 있다. 아내가 무섭다든가 내 말을 듣지 않는다든가 하면서 하도 푸념을 하길래 "그런 여자는 흠씬 두들겨 패 줘라. 그러면 남편의 말에 복종하게 된다. 너무 걱정하지 마라."라고. 내 충고를 들었다면 이런 일(나카가와가 자살한 일)은 없었을 거다.
총재 선거 후의 나카가와 군과 그 이전의 나카가와 군은 전혀 다름 사람이었다. 선거 후의 그는 항상 끙끙대면서 아무 말도 하지 않았다. 눈곱도 제대로 안 떼고 뾰루지도 나고. 그래서 지친 게 아니냐고 건강에 신경을 써라고 주의를 준 적이 있다. 나중에 생각해보면 그때부터 이미 수면제 같은 걸 아끼지 않고 아내의 강요로 대량으로 먹고 있던 것 같다. 위스키와 같이 복용하면 폐해가 큰데 몰랐다면 용서할 수 있겠지마나 알고 복용했으나 이건 용서할 수 없다.

사다코는 나카가와 일족의 혈연을 싫어했을 뿐 아니라 나카가와의 생활 스타일, 똑똑함이라곤 조금도 찾아볼 수 없는 땅딸막한 시골내기, 통통하게 살찐 무골의 체구까지 나카가와의 모든 것을 혐오했다. 하지만 나카가와는 자신이 개척 농가 출신임을 자랑스럽게 여겼고 정치가가 된 뒤엔 어린 시절의 토착성, 서민성을 적극적으로 어필했다. 나카가와 부부는 취미, 호불호, 인간 관계, 생활 방식까지 닮은 부분이라곤 하나도 없는 모든 것이 상반되는 부부였다.
장남인 나카가와 쇼이치는 입술입천장갈림증 장애가 있었기에 유아기와 대학 졸업 후에 수술을 받았다. 두 차례의 수술로 장애의 흔적은 거의 남지 않았는데 첫 번째 수술 때 사다코는 수술비를 지불하기 힘들 정도로 곤궁하지 않았음에도 "이건 당신 집안의 유전상 문제니까 당신 집안이 지불해야 한다"라며 나카가와의 동생인 나카가와 마사오에게 수술비를 청구했다. 아내의 냉정한 처사에 나카가와는 몰래 눈물을 훔치면서도 형제들에게 대신 사과했다.

## 가족 관계
아버지 나카가와 분조는 농민 출신으로 히로오정의회 의원을 지냈다. 막냇동생인 나카가와 요시오는 홋카이도청 공무원으로 일하다가 5선 홋카이도의회 의원과 재선 참의원 의원을 지냈다. 장남 나카가와 쇼이치는 아버지의 지지 기반을 물려받아 8선 중의원 의원을 지냈다.

## 역대 선거 기록
|  | 14.6% |

|  | 18% |

|  | 16.6% |

|  | 20.3% |

|  | 17.1% |

|  | 26.37% |

|  | 24.05% |

## 같이 보기
- 나카소네 야스히로
- 스즈키 무네오
- 이시하라 신타로
- 미국 국방정보국
- 야마구치 구미

## 참고 문헌
- 石原慎太郎 (2001년 10월). 《国家なる幻影－我が政治への反回想－ 下》. 文春文庫 (일본어).
- 今井久夫 (1979년 8월). 《反骨の宰相候補 中川一郎》 (일본어). 経済往来社. ASIN B000J8FIEQ.
- 鈴木宗男 (2012년 6월). 《政治の修羅場》. 文春新書 (일본어). ISBN 978-4166608645.
- 内藤國夫 (1985년 2월). 《悶死－中川一郎怪死事件－》 (일본어). 草思社. ISBN 978-4794202123.
- 吉原公一郎著　『擬装殺人 中川一郎怪死事件の真相』1983年9月　現代書林刊　ISBN 4-87620-014-9